# Millbank
Millbank je londýnská čtvrť na východ od Pimlico a na jih od Westminsteru. Oblast dostala své jméno po mlýnu patřícímu blízkému Westminsterskému opatství. V 19. století byla nejvýraznější dominantou čtvrti věznice Millbank Prison určená pro vězně, kteří byli deportováni do britských kolonií.
Millbank je také jméno ulice vedoucí podél severního břehu Temže, vedoucí na sever od Vauxhall Bridge Road až po Abington Street. Ulice byla vytvořena jako součást rekonstrukce nábřeží řeky v polovině 19. století.
Vzhledem k blízkosti Westminsterského paláce má na této ulici své kanceláře mnoho poslanců parlamentu.
Galerie Tate Britain se nachází blíže jižnímu konci ulice u Vauxhal Bridge.
V době před všeobecnými volbami roku 1997 zde měla v Millbank Tower své sídlo i Labouristická strana Velké Británie. Výše nájmu 1 milión liber ročně však přiměla tuto stranu roku 2001 k přestěhování jejich kanceláří na Old Queen Street.
Ředitelství významné britské chemické společnosti ICI se nacházelo v Millbank Tower až do jeho přesunutí na Manchester Square.
Své sídlo zde, naproti Westminsterskému paláci, má i Millbank Studios - nezávislá rozhlasová společnost. Odsud vysílá většinu reportáží z parlamentu mnoho stanic včetně BBC, Sky News nebo ITV. Sousední College Green je používána pro rozhovory s politiky.